# Stazione di Baumschulenweg
La stazione di Baumschulenweg è una stazione ferroviaria di Berlino, sita nel quartiere omonimo. È posta sotto tutela monumentale (Denkmalschutz).

## Movimento
La fermata è servita dalle linee S 45, S 46, S 47, S 8, S 85 e S 9 della S-Bahn.

## Interscambi
- Fermata autobus